# 横谷花絵
横谷 花絵（よこや はなえ、英語: Hanae Yokoya 1978年3月25日 - ）は、東京都出身の元フィギュアスケート（女子シングル）選手。1995年全日本選手権優勝、1995年・1996年世界選手権10位。現在はコーチ。

## 経歴

### 1994-1995シーズン
淑徳与野高校2年生で出場したNHK杯ではジャンプでミスをし、最終順位は9位におわる。第63回全日本フィギュアスケート選手権の女子シングルではショートプログラムは4位と出遅れたが、フリースケーティングで5種類の3回転ジャンプを全て成功させ、当時の優勝候補だった八木沼純子や井上怜奈らを抑えて初優勝を果たした。TBSの解説を務めた小川勝は横谷を「この選手も5種類の3回転を持っています」と紹介した。1995年3月開催の世界選手権代表の3人枠の1人に選出された。世界選手権のSPではこのシーズンから初めてルール変更になったステップからの単独3回転ジャンプにサルコウを選んだが、得意のサルコウで転倒し日本人女子最下位の16位スタートとなるが、FSでは5種類の3回転を全て成功し8位となり、総合で日本人女子最高の10位に入った。

### 1995-1996シーズン
翌1995-1996年シーズンには、SP,FSを共に日本人を強く意識したプログラムを「古事記」で表現し、スケートカナダではSP,FSともに2位で総合2位、NHK杯のSPでは3Lz+2T、3Sを成功させるも2AをオーバーターンしてSP4位となる。FSでは5種類7回の3回転ジャンプ全てを成功しFS2位、総合2位となった。横谷は1A+1Lo+3Sというシークエンスを用いていた。当時横谷より格上と見られていたスルヤ・ボナリー、オルガ・マルコワを逆転したことで注目を集めた。カナダ大会2位、NHK杯2位により初開催のGPファイナルへ出場を果たし5位。2連覇を目指した第64回全日本選手権では、伊藤みどりのアマチュア復帰により優勝こそ逃したが、FSで3Fのステップアウト、1Loのパンク以外は全てのジャンプを成功させ伊藤に次ぐ2位となる。1996年世界選手権に出場し前年に続いて10位となる。当時横谷はグランプリシリーズ2大会ともに2位の実績を評価され、2年後に控えた1998年長野オリンピック代表の有力候補と見なされていた。

### 1996-1997シーズン
1996-1997年シーズン、淑徳大学に進学。スケート環境でアメリカ留学を希望し、渡米。伊藤みどりの再度アマチュア引退で横谷が日本女子シングルのエースとして期待されたが、ISUチャンピオンシリーズ（現・ISUグランプリシリーズ）では精彩を欠き表彰台に乗ることが出来なかった。第65回全日本選手権は、臀部打撲によるケガのために棄権。当時高校1年生の村主章枝が優勝し、中学3年生の荒川静香が2位となった。横谷は実績を評価され優勝した村主と共に1997年世界選手権に3年連続で選出された。しかし世界選手権では得意のジャンプが殆ど決まらず、23位に終わる。村主も18位に留まり、翌1998年長野五輪女子シングルの日本代表枠は1枠となった。

### 1997-1998シーズン
長野五輪の選考シーズンだった1997-1998年シーズンは新たに福原美和に師事し第66回全日本選手権では、荒川・村主ら若手の台頭に伴って4位に終わり、長野五輪出場に選出されなかった（選出されたのは優勝した荒川静香）

### 1998-1999シーズン
1998-1999年シーズンはプログラムも3シーズン前の古事記に戻した。ボフロスト杯7位、NHK杯9位だった。第67回全日本選手権ではSP3位、FS5位、総合4位だった。これを最後に引退した。引退後は約2年間、プリンスアイスワールドでプロスケーターとして活躍した。その後インストラクターに転身し現在は東京の明治神宮アイススケート場にてコーチ業を務めている。

## 主な戦績
| 大会/年            | 1992-93 | 1993-94 | 1994-95 | 1995-96 | 1996-97 | 1997-98 | 1998-99 |
| ------------------ | ------- | ------- | ------- | ------- | ------- | ------- | ------- |
| 世界選手権         |         |         | 10      | 10      | 23      |         |         |
| 全日本選手権       |         |         | 1       | 2       | 棄権    | 4       | 4       |
| GPファイナル       |         |         |         | 5       |         |         |         |
| GPスケートアメリカ |         |         |         |         | 5       |         |         |
| GPスケートカナダ   |         |         |         | 2       |         |         |         |
| GPラリック杯       |         |         |         |         | 8       | 11      |         |
| GPスパルカッセン杯 |         |         |         |         |         |         | 7       |
| GPNHK杯            |         |         | 9       | 2       | 4       | 9       | 9       |
| ユニバーシアード   |         |         |         |         |         |         | 11      |
| 世界Jr.選手権      |         | 6       |         |         |         |         |         |
| 全日本Jr.選手権    | 3       | 1       |         |         |         |         |         |